# Ловренс Клей-Бей
Ловренс Клей-Бей (англ. Lawrence Clay-Bey; нар. 14 грудня 1965, Блумфілд, Коннектикут) — американський професійний боксер, призер чемпіонату світу серед аматорів.

## Аматорська кар'єра
На чемпіонаті світу 1995 завоював бронзову медаль.
- В 1/8 фіналу переміг Перо Сакота (Хорватія) — DQ 3
- В чвертьфіналі переміг Василя Мельникова (Латвія) — 7-2
- В півфіналі програв Олексію Лєзіну (Росія) — 2-5

На Олімпійських іграх 1996 програв у першому бою Володимиру Кличку (Україна).

## Професіональна кар'єра
Впродовж 1997—2005 років провів 25 боїв на професійному рингу, здобувши в них 21 перемогу.